# 月野りさ
月野 りさ（つきの りさ、1989年10月1日 - ）は、日本の元AV女優、ストリッパー。

## 人物
2008年から2012年にかけて活動していた。出身地は東京都。身長は158cm。スリーサイズはB83(C-65)・W62・H84。趣味は料理、イタズラ、水泳、茶道。兄と姉がいる三人兄弟の末っ子。童顔。高校生やギャルの役柄を演じる事が多かった。「週刊現代」の引退記念のグラビアでは「AV界のエンジェル」と称された。

## 略歴
2008年7月に『kawaii*新人デビュ→キラキラ★カワイイ♥ 月野りさ』でAVデビュー。
2010年3月24日、スカイパーフェクTV!の「スカパー!アダルト放送大賞」の日刊現代賞を受賞する。
2012年3月末を以て引退することを発表。2012年3月29日から31日にかけて東洋ショー劇場で引退イベントが行われた。

## 作品

### アダルトビデオ
2008年
- kawaii*新人デビュ→キラキラ★カワイイ♥ 月野りさ（2008年7月25日、kawaii*）
- カワイイ☆MODEL 月野りさ（2008年8月19日、kira☆kira）
- 首都圏 援交45（2008年9月2日、フルセイル）
- REC 50（2008年9月11日、プレステージ）
- DOUBLE☆BITCH（2008年9月19日、kira☆kira）…
- 部活帰り テニス部りさ（2008年9月19日、Kichu）
- WATER POLE 61（2008年11月12日、プレステージ）
- kira☆kira フェラチオ学園祭（2008年11月19日、kira☆kira）…オムニバス作品
- ネットカフェ羞恥！店長権限でアルバイトギャルにエロどっきりを本当に仕掛けてみた！！（2008年12月4日、GARCON）…オムニバス作品
- VIVA！制服JKの尻ずり III（2008年12月25日、アロマ企画）…オムニバス作品
- 胸ちらパンチラHighSchool（2008年12月25日、アロマ企画）…オムニバス作品

2009年
- ショーパン07 現役女子大生中出し りさ20歳（2009年1月2日、チーム川崎）
- B.B.ボーイズに目覚めちゃった僕。小悪魔編②（2009年1月13日、アロマ企画）…オムニバス作品
- 放課後わりきりバイト　03 （2009年1月16日、S級素人）
- 生中出し 新入女子社員 3（2009年1月16日、メディアステーション）…オムニバス作品
- kira☆kira2周年 ギラギラSPECIAL8時間総集編（2009年1月19日、kira☆kira）
- わけもわからず、いきなり、手コかれちゃった僕。HighSchool編（2009年1月25日、アロマ企画）…オムニバス作品
- 「女の口は嘘をつく。」 雌女ANTHOLOGY ＃066 月野りさ（2009年2月6日、アウダースジャパン）
- ロリナンパすぺしゃる.16 流行のショーパンがとっても似合う可愛い子に生中出し編（2009年2月6日、GLAY'z）…オムニバス作品
- kawaii* BEST 大全集02 2周年ベストだょっ全員集合DX 4時間（2009年2月25日、kawaii*）
- 調教×美少女M 月野りさ（2009年3月13日、アップス）
- kira☆kira フェラチオ学園祭 Vol.3（2009年3月19日、kira☆kira）…オムニバス作品
- kira☆kira BESTCHARISMA☆MODEL☆COLLECTION Vol.4（2009年3月19日、kira☆kira）
- JK-FETISH 2 〜生中出し乱交女子校生〜（2009年3月20日、メディアステーション）…
- TRIGGER 02（2009年4月1日、プレステージ）
- 生意気は女子校生 ツキノリサ（2009年4月1日、ワンズファクトリー）
- 張り型チンポ自慰 03（2009年4月1日、ワンズファクトリー）…オムニバス作品
- 東京美人 月野りさ（2009年4月17日、ケイ・エム・プロデュース）
- 若妻高収入アルバイト 02（2009年4月17日、レアル・ワークス）…オムニバス作品
- WILD HIP（2009年5月1日、ワンズファクトリー）
- SOD役員付き秘書課同期入社2年目『私達は、絶対脱ぎません』（2009年5月7日、SODクリエイト）
- コスプレ例大祭 (2009年5月22日、TMA)…オムニバス作品
- INSTANT LOVE 5（2009年5月15日、クリスタル映像）
- 噂の激カワ女子校生 1（2009年5月18日、ケイ・エム・プロデュース）
- ウリ専女子校生に生中出し（2009年5月18日、レアル・ワークス）…オムニバス作品
- MANNISH 05（2009年5月22日、プレステージ）
- 東京三ツ星女子校生 5（2009年6月1日、EROS HEARTS）
- みるきぃHi-スクール ＃180（2009年6月7日、みるきぃぷりん♪）
- G★STYLE 4（2009年6月12日、クリスタル映像）
- マジックミラー号 逆ナンパ 激烈ボディ 横浜みなとみらい編 (2009年6月18日、ディープス)
- kira☆kira SPECIAL 援交☆乱交☆最高!! (2009年6月19日、kira☆kira)…
- JK援交 VOL.1 ガチ中出し(2009年6月23日、サムシング)
- 帰宅部少女　帰宅部りさ(2009年6月27日、ラマ)
- 拘束スペクトル（2009年7月1日、ワンズファクトリー）
- みるスポ！（2009年7月7日、みるきぃぷりん♪）
- GOD presents VIP STAR STAGE 9（2009年7月10日、クリスタル映像）
- 放課後わりきりバイト 9（2009年7月17日、S級素人）
- 近親相姦　義父に抱かれた娘（2009年8月6日、ヒビノ）
- ノーパン High School（2009年8月13日、マルクス兄弟）
- 幼精 -Loli fairy- 11（2009年8月15日、ケー・トライブ）
- 必殺イカセ人 生意気コギャルにオヤジの中出し説教（2009年8月17日、レアル・ワークス）
- アクメ屋台がイクッ!!アクメ特別形態 〜月野りさちゃん&岬リサちゃん編〜（2009年8月20日、SODクリエイト）…
- RI♥SA Lovely Girl（2009年8月21日、クリスタル映像）
- 24/7【TWENTY FOUR/SEVEN】 03（2009年8月21日、プレステージ）
- サポ希望＠09 恵比寿 りさ（2009年8月28日、I.B.WORKS）
- 素人ギャルズ[LEVEL A] Ver.29（2009年8月28日、EROTICA）…オムニバス作品
- MINT CONDITION（2009年9月3日、グローリークエスト）
- 尻コスッ!!（2009年9月13日、MOODYZ）
- アルバイト美少女 VOL.6 クラブハウスでアルバイトしてるあの娘（2009年9月15日、ケー・トライブ）
- 痴漢されまくる淫行ドMギャル（2009年9月16日、マキシング）
- After school @ diary 02 Risa（2009年9月18日、GLAY'z）
- サポート希望*小悪魔JKギャル（2009年10月8日、GARCON）
- 月野りさちゃんタオル一枚男湯入ってみませんか？HARD（2009年10月8日、SODクリエイト）
- 援交女子校生連続アクメ責め 01（2009年10月9日、I.B.WORKS）
- 癒らし。 VOL.64（2009年10月9日、アウダースジャパン）
- CHARISMA☆HIGHSCHOOL GALS スペシャル 〜放課後は乱交で決まり!!〜（2009年10月19日、kira☆kira）…
- 月野りさのソープしちゃうぞ♥（2009年10月23日、クリスタル映像）
- 制服女子高生中出しcollection 01（2009年11月1日、EROS HEARTS）
- 超☆制服トランスNEXT（2009年11月1日、ワンズファクトリー）
- 月野りさ アメスクワンダーランド（2009年11月5日、GARCON）
- 羞恥！路上から丸見えSEX！そして電マで潮！ 月野りさ（2009年11月5日、サディスティックヴィレッジ）
- キチクリンカン86（2009年11月7日、アタッカーズ）
- 痴漢バス女子校生（2009年11月13日、TMA）
- Gal Wife 月野りさ アナタとりさの甘〜い性活♥（2009年11月15日、NEXT GROUP）
- INSTANT LOVE No.9（2009年11月20日、クリスタル映像）
- 女子高生は顔射マニア！Vol.2（2009年11月25日、美）…
- 汚れた接吻 言いなりのくちびる 月野りさ（2009年12月5日、ワープエンタテインメント）
- 月野りさ×フェティッシュワールド（2009年12月5日、GARCON）
- 羞恥！強制潮吹きマシンパンツで街中を引き廻せ！11 月野りさ（2009年12月5日、サディスティックヴィレッジ）
- 制服失禁レイプ 月野りさ（2009年12月13日、マルクス兄弟）
- 近親相姦 母と娘（2009年12月18日、グラフィティジャパン)…
- イカセ 4時間 月野りさ（2009年12月18日、ケイ・エム・プロデュース）
- NON STOP ORGASM ポルチオエンドルフィン 月野りさ 絶頂連撃（2009年12月18日、クリスタル映像）
- JK×GAL NO SEX！ NO LIFE！（2009年12月19日、ROOKIE）…
- 禁断の肉体 淫欲妹のやわ肌 月野りさ（2009年12月19日、ヒビノ）
- りさとつぼみの田舎に泊まろう！（2009年12月20日、ピーターズ）…

2010年
- 時間よ止まれ！ SP 月野りさよ止まれ！（2010年1月7日、V&Rプロダクツ）
- 僕の妹。 2（2010年1月8日、LEO）…オムニバス作品
- ネバスペJK 月野りさ（2010年1月13日、マルクス兄弟）
- 放課後わりきりバイト 19（2010年1月15日、S級素人）
- 就職活動 月野りさ（2010年1月15日、宇宙企画）
- おねだり妹ソープ おにいちゃんといっしょに遊ぼ♥（2010年1月21日、ディープス）
- JKブルマ（2010年1月22日、クリスタル映像）
- 拝啓、お兄ちゃん。 月野りさ（2010年2月1日、ワンズファクトリー）
- ギャルの身体を手に入れた 月野りさ（2010年2月4日、GARCON）
- もしもこんな○○がSP 月野りさがペットになったら…（2010年2月4日、V&Rプロダクツ）
- 月野りさの家庭教師でしようよ♥（2010年2月5日、クリスタル映像）
- Wサポ希望 @りさ&ひより（2010年2月12日、I.B.WORKS）…
- 風俗ちゃんねる 18 月野りさ（2010年2月16日、マキシング）
- 超☆制服トランス (2010年3月1日、ワンズファクトリー)
- 月野りさ お貸しします。（2010年3月5日、クリスタル映像）
- 僕のカノジョは女子高生（2010年3月12日、LEO）…
- 妹の染みつきパンティ 月野りさ（2010年3月13日、マルクス兄弟）
- 月野りさ×初露出×中出し（2010年3月18日、SODクリエイト）
- 乳首なめ（2010年3月19日、映天）…オムニバス作品
- エロ漫画的ストーリー！ 兄貴の彼女は女子高生 月野りさ（2010年3月25日、kawaii*）
- おマ●コのにおい VOL.1（2010年4月6日、サディスティックヴィレッジ）
- 僕の妹はギャル!こいつが可愛い友達を家に連れてくるもんだからつい手を出したら、ヤレた!!（2010年4月6日、GARCON）
- 思わず赤面してしまう“性”看護サービスをする病院は実在するのか！？PART.5（2010年4月6日、アイエナジー）…オムニバス作品
- 足コキッ！足袋コキッ！（2010年4月16日、映天）…オムニバス作品
- 小悪魔淫語痴女（2010年5月19日、ドグマ）
- レンタルAV女優（2010年5月19日、イエロー）
- 街で見かけた素人カップルをナンパ！ 彼氏の見ている前で恥かしい初レズ体験（2010年5月20日、ピーターズ）
- 少女クロロホルム監禁レイプ ♯2（2010年5月21日、I.B.WORKS）
- TOKYO SCHOOL GIRL 03（2010年5月21日、SWEET GIRL）
- 逆痴漢女子高生（2010年5月27日、SODクリエイト）
- ホモさえ射精させる痴女。（2010年6月1日、MOODYZ）
- INSTANT LOVE 19（2010年6月11日、クリスタル映像）
- 制服の似合う女の子の黒ニーソで足コキ (2010年6月13日、マルクス兄弟)オムニバス作品
- 小悪魔JK（2010年6月18日、宇宙企画）
- いつでもどこでも24時間ロデオFUCK 月野りさ 紗奈 ～激狂い！潮吹き馬乗り依存症～（2010年6月19日、kira☆kira）
- オシオキしちゃうぞ（2010年7月16日、メディアバンク）
- Girlicious 06 feat.RISA（2010年7月16日、マキシング）
- 憧れの教育実習生 2（2010年7月16日、BAZOOKA）
- ナニされても絶対コッチ見てなきゃダメ!!（2010年8月5日、ワープエンタテインメント）
- スク水H 15（2010年8月13日、クリスタル映像）
- 黒タイツ中出し女子校生（2010年8月19日、イエロー）
- 可愛塾講師 月野先生の優しい童貞筆おろしゼミナール（2010年8月20日、ピーターズ）
- ドリーム学園13（2010年9月1日、MOODYZ）…
- すっぴん。（2010年9月17日、宇宙企画）
- りさと憧れの新婚ラブラブ妄想（2010年9月20日、ピーターズ）
- 月野りさのメイドしちゃうぞ♥（2010年10月8日、クリスタル映像）
- 月野りさ 一人じめっ♥（2010年10月15日、ケイ・エム・プロデュース）
- 月野りさがどんな時でもアナタの力になるビデオ。（2010年10月16日、マキシング）
- 月野りさ式 早漏チ○ポ強化合宿（2010年10月21日、アキノリ）
- 従順な幼馴染を密室調教（2010年11月1日、MOODYZ）
- 100万円ハンターチャンス チャレンジ・ザ・ミッション（2010年11月26日、ケイ・エム・プロデュース）
- 私立妄想学園 女子バトン部（2010年12月20日、ピーターズ）

2011年
- ボクだけのラブドール（2011年2月25日、宇宙企画）
- あなたの目線頂きます！（2011年3月25日、宇宙企画）
- JKチアガール 3（2011年4月8日、クリスタル映像）
- 月野りさ完全引退作 月チャンネル！（2011年4月16日、マキシング）
- Working Woman’s Legs 15　渋谷アパレルショップ店員（2011年4月22日、青空ソフト）
- 色んな方言で淫語責め（2011年4月22日、宇宙企画）

2014年
- 連れ子の女子校生とセックスしたいから再婚した変態義父、義理の息子とセックスしまくる変態義母、息子の嫁に下半身の介護までさせる変態義父、肉欲まみれな様々な家族たち!!（2014年8月8日、TMA）…オムニバス作品

### イメージビデオ
- ゲキ着素人 りさ（2009年9月5日、グラマラスキャンディ）
- HOLIDAY in the Sun（2011年3月4日、イーネット・フロンティア）
- REAL X（2011年6月24日、グラッソ）

### オリジナルビデオ
- 渋谷漂流少女（2010年2月19日、GPミュージアム）
- 最強OLパチンカー蓮香（2011年8月3日、シネポップ）

### バラエティビデオ
- 湯女紀行 梨木編 BRW108 月野りさ＆周防ゆきこ（2011年1月21日、東映）
- たびとも（2011年10月28日、つくばテレビ）…

### トレーディングカード
- 月野りさ オフィシャルカードコレクション ちゃおー♥ 月野です。（2010年4月24日、さくら堂）

### 写真集
- Juicy Moon（2011年5月25日、彩文館出版、撮影：細井智燿）ISBN 978-4-7756-0504-2

## テレビ
- ヴィーナス・フューチャー＃73（2009年、エンタ!371）
- 桃のささやき #13（2010年12月22日初回放送、MONDO TV）
- 志村けんのだいじょうぶだぁ バレンタイン・プレゼントスペシャル（2011年2月8日、フジテレビ）
- 友情再確認の旅 たびとも 月野りさ × RUMIKA（2011年9月、エンタ!371）
- ヴィーナス・フューチャー＃95（2011年、エンタ!371）